# Misérieux
Misérieux ist eine französische Gemeinde mit 2.010 Einwohnern (Stand 1. Januar 2022) im Département Ain in der Region Auvergne-Rhône-Alpes. Sie gehört zum Kanton Trévoux im Arrondissement Bourg-en-Bresse und ist Mitglied im Gemeindeverband Dombes Saône Vallée.

## Geographie

### Lage
Misérieux liegt auf 232 m, etwa 41 Kilometer südwestlich der Präfektur Bourg-en-Bresse, 24 Kilometer nördlich der Stadt Lyon und 37 Kilometer südlich der Stadt Mâcon (Luftlinie). Die Gemeinde liegt am Südwestrand der Seenlandschaft und historischen Provinz Dombes im Südwesten des Départements. Nachbargemeinden von Misérieux sind Ars-sur-Formans und Savigneux (Berührungspunkt) im Nordosten, Rancé (Berührungspunkt) und Toussieux im Südosten, Trévoux im Süden sowie Sainte-Euphémie und Frans im Westen.

### Topographie
Die Fläche des 7,41 km² großen Gemeindegebiets umfasst einen Abschnitt am Übergang zwischen dem Saône-Tal und der Ebene der Dombes mit einem Gelände, das von sanft abfallenden Ausläufern der Hochebene geprägt ist. Von Nordosten nach Südwesten durchquert der Fluss Formans  die Gemeinde und entwässert den Gemeindeboden zur Saône hin. Das Dorf erstreckt sich auf einer Erhebung zwischen dem Formans und dem Morbier, der von Südosten her zufließt. Der Gemeindeboden wird intensiv landwirtschaftlich genutzt (Felder 58 %, Wiesen 14 %, sonstige landwirtschaftliche Flächen 7 %). Der Rest entfällt auf die Siedlungsfläche (etwa 12 %) und Wälder (9 %).

### Gemeindegliederung
Zu Misérieux gehören neben dem in mehrere Teile gegliederten Ortskern auch einige getrennt gelegene Weilersiedlungen und Gehöfte, darunter:
- Cibeins (226 m) auf der Nordwestseite des Formans
- La Torine (219 m) in einem Seitental des Morbier südlich des Dorfes
- Les Bruyères de Misérieux (259 m) am Südzipfel des Gemeindegebietes und Teil der gemeindeübergreifenden Siedlung Les Bruyères, die sich von Saint-Didier-de-Formans über Sainte-Euphémie, Misérieux bis nach Toussieux erstreckt.

## Geschichte
Die Ufer der nahegelegenen Saône waren bereits zur Römerzeit besiedelt; auf dem Gebiet von Misérieux wurden Einzelfunde von Münzen und Ziegeln aus dieser Zeit gemacht.

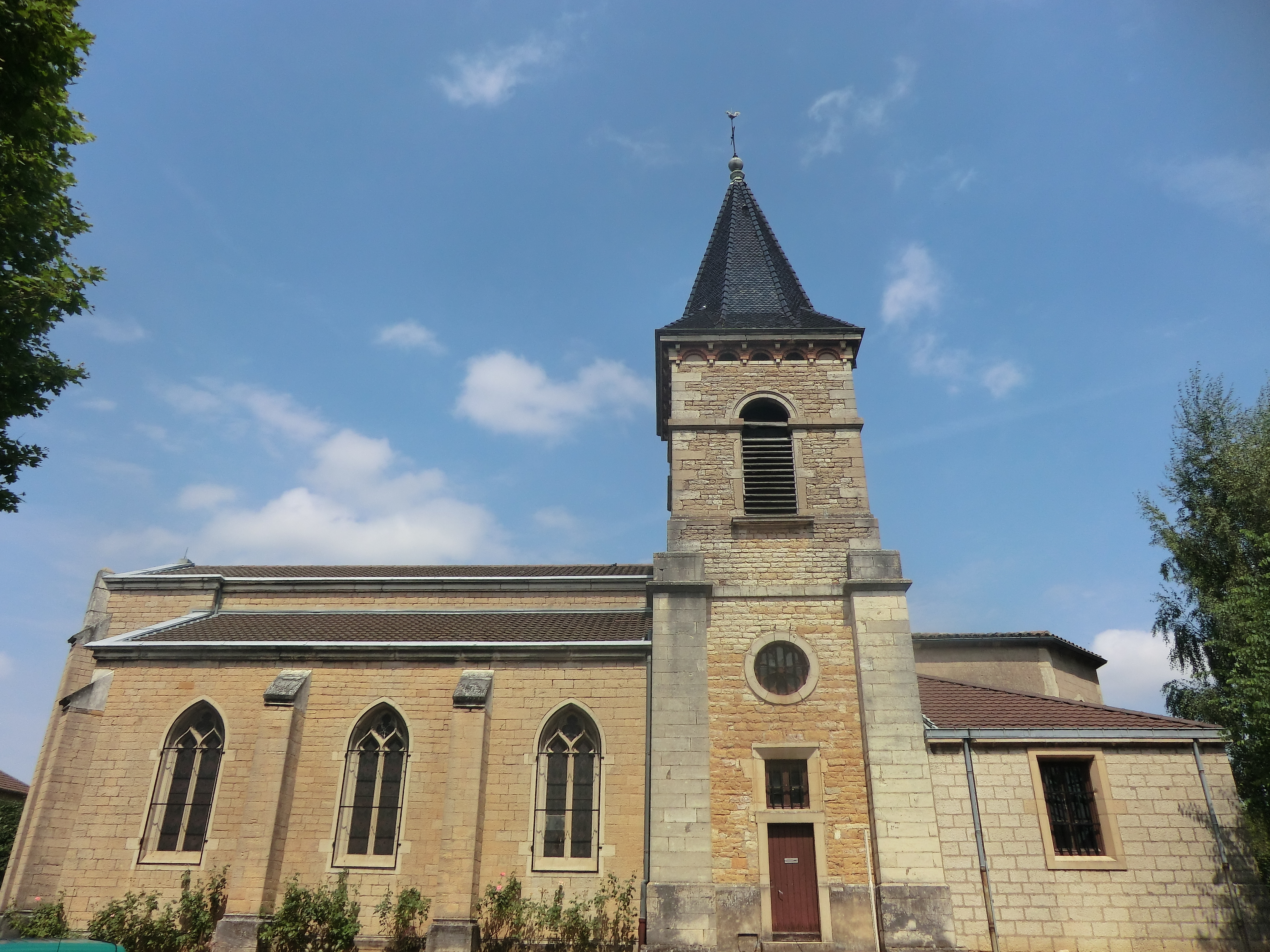
Seitenansicht der Dorfkirche von Misérieux

Im Hochmittelalter erschien der Ort erstmals im Jahr 984 auf den Karten des Lyonnais, zu der Zeit war er bereits Standort einer Kirche (Ecclesia de Misiriaco) und später Pfarrkirche. Weitere zunächst noch latinisierte Schreibvarianten waren Miseriacus und Meyseriacus. Ab 1226 sind Misereu und schließlich Mizerieux verzeichnet. 1801 traten die beiden Varianten Mizerieux und Misérieux gleichzeitig auf. Im Mittelalter war der Ort zunächst Teil des Besitzes der Herren von Thoire-Villars, die ihn 1402 zusammen mit weiteren Ländereien im Westteil der Dombes an die Herren von Beaujeu verkauften.
Der Gemeindeteil Cibeins war im Mittelalter ebenfalls Sitz einer kleinen Herrschaft, die 1097 erstmals erwähnt wurde, frühe Schreibweisen waren Sibens (1296) und Civins (1356). Die Herrschaft gelangte 1228 in den Besitz des Erzbischofs von Lyon, von dem sie im 14. Jahrhundert erst an die Herren von Beaujeu und später an eine ortsansässige Familie weiterverkauft wurde.

## Bevölkerung
| Jahr                       | 1962 | 1968 | 1975 | 1982 | 1990 | 1999 | 2011 | 2021 |
| Einwohner                  | 564  | 575  | 686  | 868  | 1224 | 1430 | 1779 | 1994 |
| Quellen: Cassini und INSEE |      |      |      |      |      |      |      |      |

Mit 2010 Einwohnern (Stand 1. Januar 2022) gehört Misérieux zu den kleineren Gemeinden des Départements Ain. Nachdem die Einwohnerzahl in der zweiten Hälfte des 19. Jahrhunderts von einem Höchststand bei 729 gleichmäßig auf 570 gefallen war, schwankte sie in der ersten Hälfte des 20. Jahrhunderts zwischen diesen Werten. In den 1970er Jahren setzte eine starke Bevölkerungszunahme ein, die bis heute anhält. Die Ortsbewohner von Misérieux heißen auf Französisch Miselan(ne)s.

## Sehenswürdigkeiten

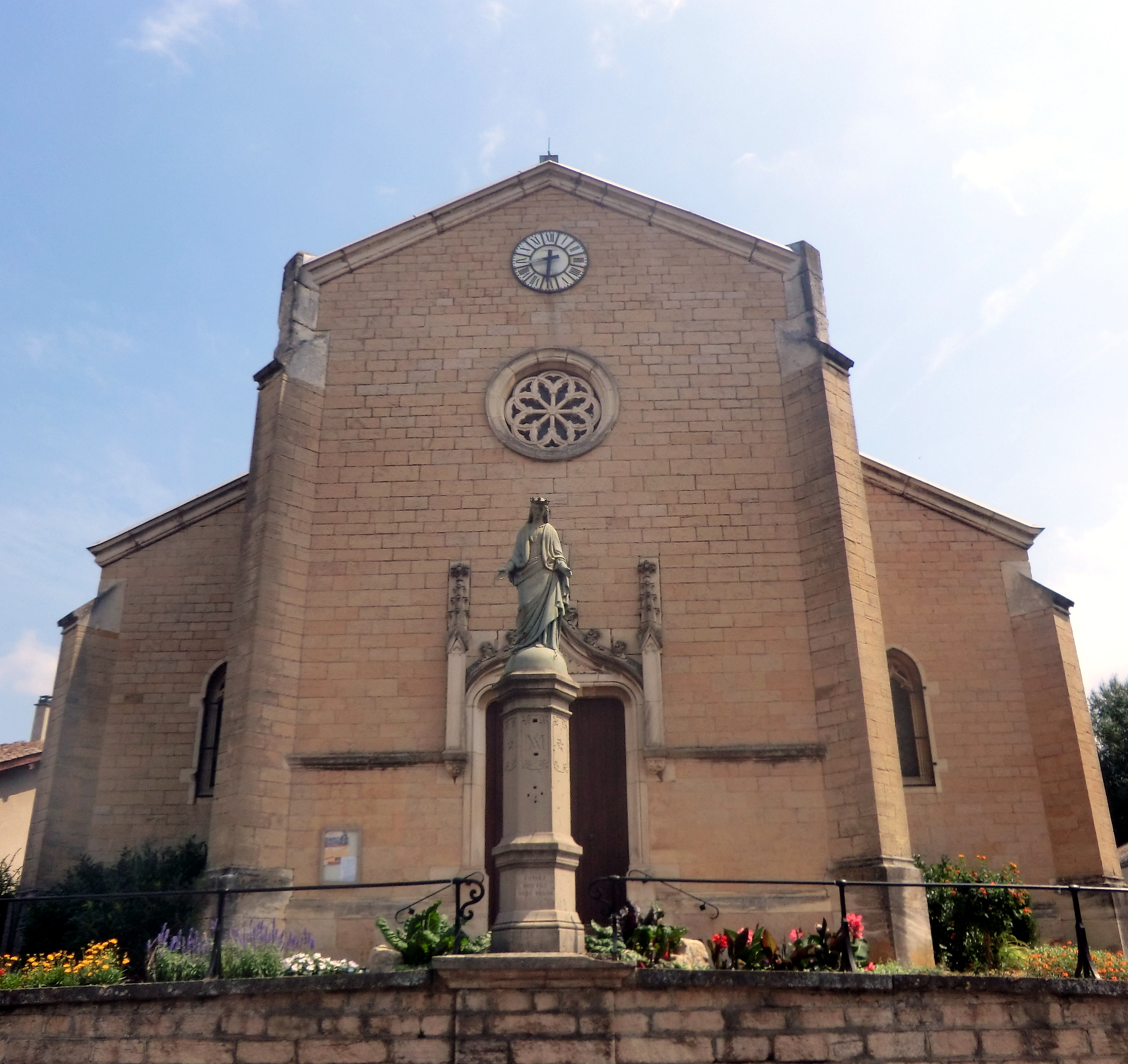
Westportal der Dorfkirche von Misérieux

Die zweischiffige Dorfkirche Saint-Martin wurde im 16. Jahrhundert erbaut anstelle eines mittelalterlichen Vorgängerbaus, auf den sich die urkundliche Erwähnung von 984 bezog. Der als monument historique eingeschriebene Kirchbau erhielt 1823 einen neuen Glockenturm und wurde von 1865 erneuert und erweitert. Das Hauptschiff gliedert sich in vier Joche, von denen drei über Spitzbögen mit den Seitenschiffen verbunden sind, und ist mit Kreuzrippengewölbe überdeckt. Der Chor ist vom restlichen Gebäude durch einen Schwibbogen getrennt und besitzt ein Joch und eine Apsis mit Fünfachtelschluss. Die Fassade am Westportal ist neugotischen Stils.
Das 1718 errichtete Château de Cibeins ersetzte ein mittelalterliches Festes Haus, nachdem Cibeins zur Grafschaft erhoben worden war. Seit 1918 beherbergt es eine Landwirtschaftsschule. Das Anwesen umfasst das rechteckig angelegte Schloss mit zwei Innenhöfen, einer Grabkapelle und einem Schlossgarten mit Weiher. Darüber hinaus gehören mehrere Gehöfte und Wirtschaftsgebäude zum heutigen Schulkomplex. Zwei weitere gut erhaltene Hofschaften aus dem 17. und 18. Jahrhundert in Misérieux sind ebenfalls als monument historique eingeschrieben.

## Wirtschaft und Infrastruktur

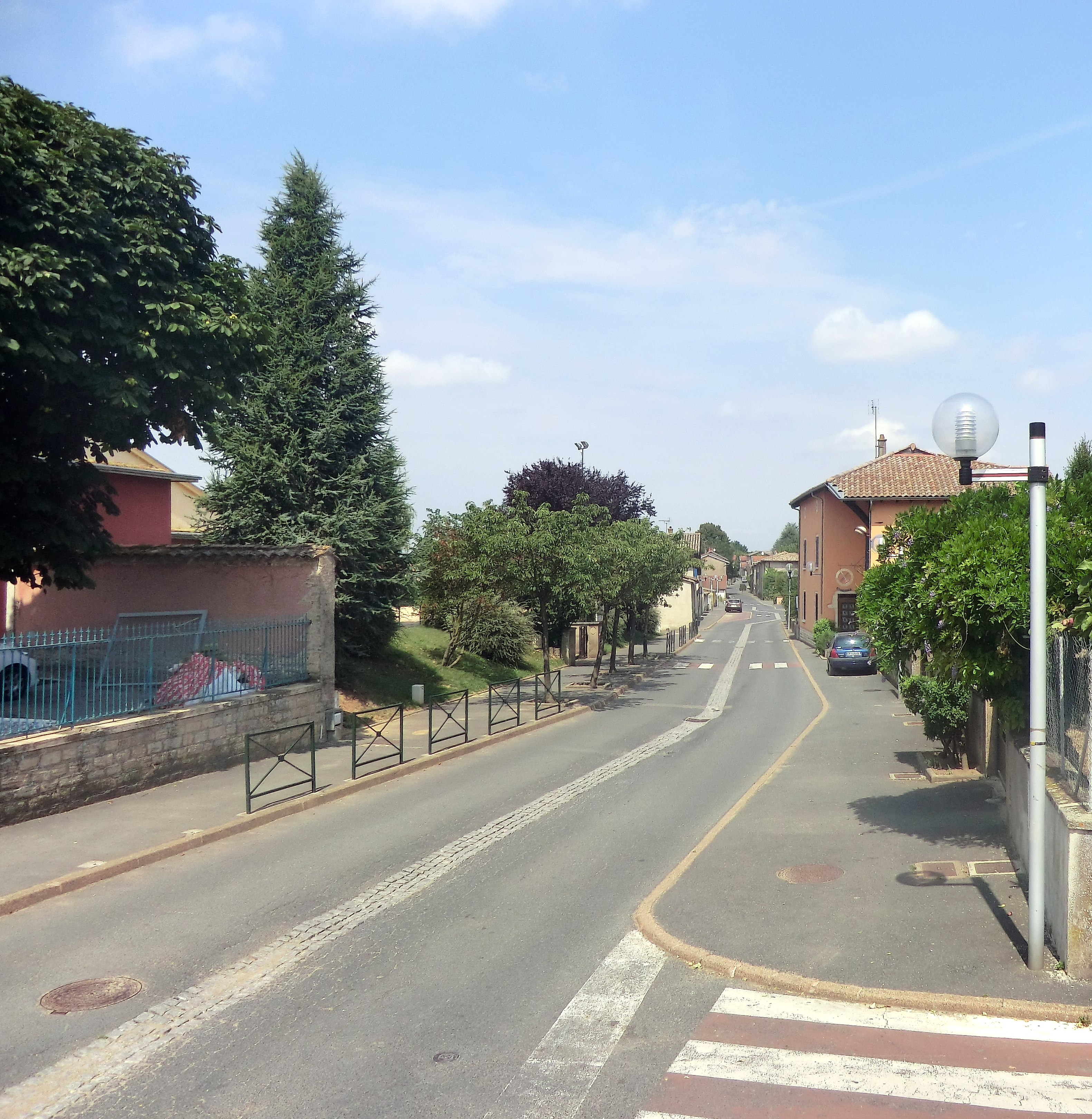
Straßenzug in Misérieux

Misérieux war bis weit ins 20. Jahrhundert hinein ein vorwiegend durch die Landwirtschaft geprägtes Dorf. Deren Anteil an ortsansässigen Betrieben beläuft sich heute auf etwa ein Zehntel, dagegen gehören die meisten Betriebe zum lokalen Kleingewerbe. Bedeutender Arbeitgeber ist das Landwirtschaftsgymnasium in Cibeins. Mittlerweile hat sich das Dorf auch zu einer Wohngemeinde entwickelt. Viele Erwerbstätige sind Wegpendler, die in den größeren Ortschaften der Umgebung, vor allem im Großraum Lyon, ihrer Arbeit nachgehen.
Die Ortschaft liegt abseits der größeren Durchgangsstraßen und ist über Departementsstraßen mit den umliegenden Nachbargemeinden verbunden. Der nächste Autobahnanschluss an die A6 befindet sich in rund 8 km Entfernung in Villefranche, dessen Bahnhof an der Bahnstrecke Paris–Marseille der für Misérieux am nächsten gelegene ist. Als Flughafen in der Region kommt Lyon-St-Exupéry (45 km) in Frage.

### Bildung
In Misérieux befinden sich eine staatliche école primaire (Grundschule mit eingegliederter Vorschule) und das staatliche Landwirtschaftsgymnasium (frz.:  lycée agricole) in Cibeins.